# Норруа-ле-Понт-а-Муссон
Норруа́-ле-Понт-а-Муссо́н (фр. Norroy-lès-Pont-à-Mousson) — коммуна во французском департаменте Мёрт и Мозель, региона Лотарингия. Относится к кантону Дьелуар.

## География
Норруа-ле-Понт-а-Муссон расположен у реки Мозель в 4 км на север от Понт-а-Муссона. Входит в Сообщество коммун Понт-а-Муссона.

## Демография
Население коммуны на 2010 год составляло 1240 человек.
| 1962 | 1968 | 1975 | 1982 | 1990 | 1999 | 2010 |
| ---- | ---- | ---- | ---- | ---- | ---- | ---- |
| 431  | 526  | 603  | 807  | 1027 | 1048 | 1240 |